# You Can't Imagine How Much Fun We're Having
Albums de Atmosphere
Seven's Travels
(2003) Strictly Leakage
(2005)
Singles
1. Watch Out
Sortie : 2005
2. Say Hey There
Sortie : 2006

You Can't Imagine How Much Fun We're Having est le quatrième album studio d'Atmosphere, sorti le 4 octobre 2005.
L'album s'est classé 1er au Top Independent Albums, 55e au Top R&B/Hip-Hop Albums et 66e au Billboard 200.

## Liste des titres
| No  | Titre                             | Contient un (des) sample(s) de | Durée |
| --- | --------------------------------- | --- | ----- |
| 1.  | The Arrival                       | Excursions With Complications de Bo Hansson Five Minutes of Funk de Whodini Threemosphere d'Atmosphere It's Hard Being the Kane de Big Daddy Kane Rapper's Delight du Sugarhill Gang Fuck 'Em des Geto Boys Beat Bop de Rammelzee & K-Rob | 4:27  |
| 2.  | Panic Attack                      | (Don't Want No) Woman de Lee Michaels Rant de Shawn Phillips Questions and Answers de Bill Cosby | 4:37  |
| 3.  | Watch Out                         | Get Out of My Life, Woman de Lee Dorsey One Man Band (Plays All Alone) de Monk Higgins featuring The Specialties One of a Kind d'Atmosphere                                                                                               | 4:14  |
| 4.  | Musical Chairs                    | | 3:52  |
| 5.  | Say Hey There                     | Have Mercy on Me des East St. Louis Gospelettes | 4:29  |
| 6.  | Hockey Hair                       | Have Sara Lee des Independents | 2:53  |
| 7.  | Bam                               | Beautiful Country de Turley Richards | 2:14  |
| 8.  | Pour Me Another (Another Poor Me) | We've Come Too Far to Walk Away de Laura Lee | 4:49  |
| 9.  | Smart Went Crazy                  | Ghost of Myself de Doris Duke | 3:38  |
| 10. | Angelface                         | I Wake Up Crying de Tyrone Davis | 4:00  |
| 11. | That Night                        | | 2:43  |
| 12. | Get Fly                           | I Love the Lord de Walter Hawkins and The Love Center Choir | 4:45  |
| 13. | Little Man                        | Who Am I des O'Jays | 4:14  |

| 1. | Rain Water               | Brother Ali                | 6:09  |
| 2. | Boom Box                 | Blueprint                  | 4:55  |
| 3. | Prom Quiz                | Grayskul                   | 3:09  |
| 4. | Wyle Out                 | Boom Bap Project           | 3:44  |
| 5. | Deep Fried Frenz         | MF DOOM                    | 3:37  |
| 6. | Dirty Girl               | Felt                       | 3:45  |
| 7. | P.O.S Is Ruining My Life | P.O.S                      | 3:17  |
| 8. | Overthrow / They Call It | I Self Devine / Atmosphere | 10:29 |